# 18632 Danielsson
18632 Danielsson è un asteroide della fascia principale. Scoperto nel 1998, presenta un'orbita caratterizzata da un semiasse maggiore pari a 2,9303668 UA e da un'eccentricità di 0,1274221, inclinata di 3,81258° rispetto all'eclittica.